# مایکل ریموند-جیمز

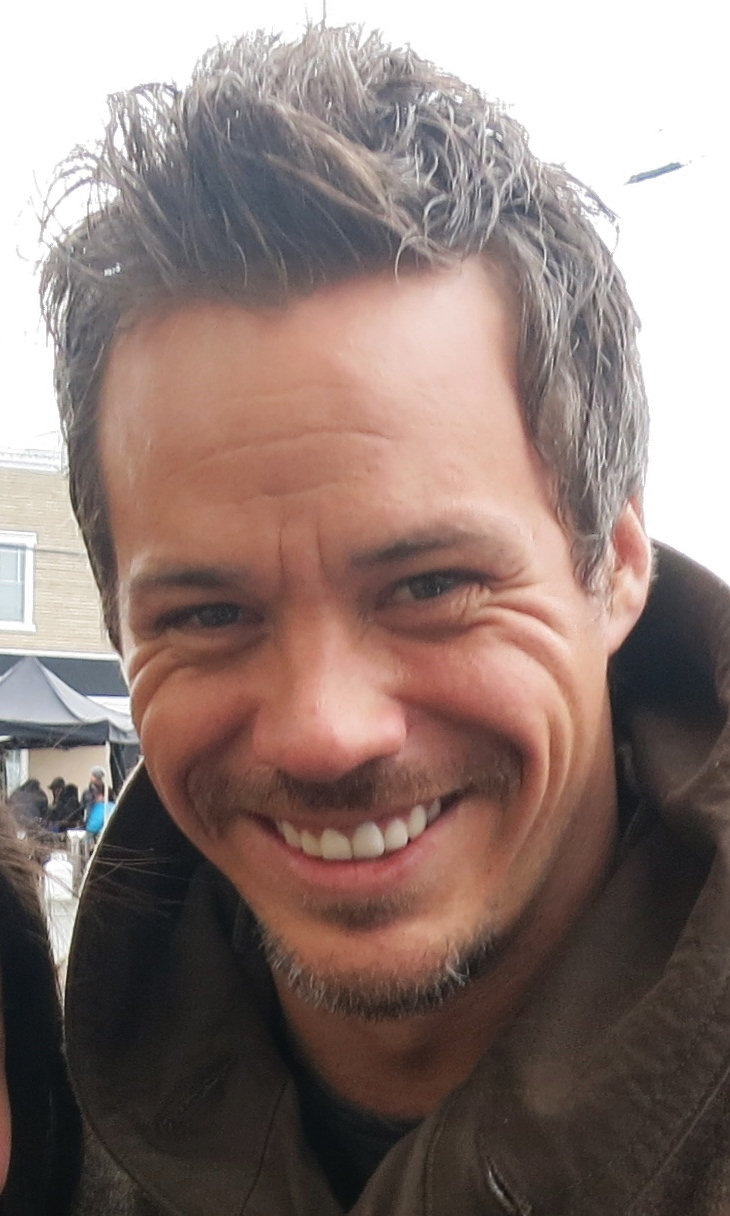
ریموند جیمز در حال خندیدن در خیابان های آمریکا

مایکل ریموند-جیمز (به انگلیسی: Michael Raymond-James) بازیگر آمریکایی و متولد ۲۴ دسامبر ۱۹۷۷است.
از فیلم‌های معروف او می‌توان به بازی در فیلم جک ریچر، ناله مار سیاه، روزی روزگاری و جاده به پالوما اشاره کرد.